# Tundratrollslända
Tundratrollslända (Somatochlora sahlbergi) är en art i insektsordningen trollsländor som tillhör familjen skimmertrollsländor.

## Kännetecken
Tundratrollsländan har mörk grundfärg på kroppen, med grönsvart metallglans och gröna ögon. Vingarna är genomskinliga med orangebrunt vingmärke. Bakkroppens längd är 32 till 37 millimeter.

## Utbredning
Tundratrollsländan har en nordlig utbredning och finns i norra Skandinavien, Ryssland, Sibirien, Kanada och Alaska. 
I Sverige är arten rödlistad som nära hotad. Den är landskapstrollslända för Lappland.

## Levnadssätt
Tundratrollsländans habitat är främst grunda vatten och våtmarker som myrar längs skogsgränsen till tundran eller andra öppna gräsmarker i norr. Lite är känt om artens levnadssätt, men de fullbildade trollsländorna flyger från slutet av juni till mitten av augusti.